# École nationale d'aïkido
L’École nationale d'aïkido est l’association qui gère le Dojo de Maître Tamura depuis 1992. Créé en 1991, sous l’impulsion de la Fédération d’Aïkido et de Budo, Shumeïkan Dojo a pour objectif de mettre à disposition de Tamura Shihan un dojo-école qui lui permette de développer sa recherche et son enseignement de l’Aïkido en toute liberté.
L’idéogramme Shumeikan symbolise le sens que Tamura Shihan a souhaité donner à ce lieu.
SHUMEIKAN : le « palais où s’établit la lumière » fait allusion à la cosmogénèse de la mythologie shintô.
SHU correspond à la fondation du Japon par Izanagi et Izanami qui agitent une lance dans l’Océan primitif.
MEI exprime la lumière et la connaissance ne peuvent exister que lorsque l’ordre cosmique est établi, la vie et la mort séparées et que la lumière illumine le monde, ce qui correspond à l’action d’Amaterasu O Mi Kami.
KAN signifie à l’origine donner ou recevoir le logement.
Selon les termes de Me Tamura «on y étudie l'Aïkido tel qu'il a été légué et approfondi par O Sensei Morihei Ueshiba, cherchant à répondre à travers ce travail à la question : qu'est-ce que l'homme, comment doit-on vivre et quel est le sens de la vie ? »

## Origine et Histoire
Citons Maître Tamura dans son texte fondateur de Shumeikan de 1992 :
« Je tiens avant toute chose à rappeler ici pourquoi j’ai voulu ce Dojo.
Face à l’essor très rapide qu’a pris notre discipline, nous manquons cruellement de véritables enseignants et les conséquences de ce phénomène doivent apparaître clairement aux yeux de ceux qui savent voir.
L’Aïkido est une voie de perfectionnement de l’homme.
Il ne suffit pas de posséder le brevet d’état ou d’avoir l’aval de son professeur pour enseigner… Vous qui avez la charge d’enseigner, n’êtes-vous pas conscients de ces limites ? Certains penseront sans doute qu’ils n’ont pas ce genre de problèmes, puisque leurs élèves sont satisfaits de leur enseignement qu’ils continuent donc à suivre la voie comme il leur chante, mais qu’ils sachent aussi qu’ils n’ont pas eu de liens étroits avec nous.
Ceux que nous voulons rassembler en ce dojo sont ceux qui se heurtent à des problèmes et qui font tout ce qui est en leur pouvoir pour les résoudre.
Je souhaiterais pouvoir y approfondir tout ce qu’il n’est pas possible de travailler réellement lors de stages ou des entraînements habituels. Il me sera donc impossible de pouvoir m’occuper de plus d’une trentaine de personnes à la fois. Les capacités des uns et des autres étant variables, je souhaite organiser différents types de stages afin de répondre aux besoins de tous. »

## Quelques dates clés
février 1992 : Achat de l’hôtel des Allées à Bras
novembre 1992 : Visite du deuxième DOSHU à Bras
avril 1993 : Début des travaux de réhabilitation
mai 1993 : Installation du dojo provisoire
mars 1994 : Construction et installation du nouveau dojo
2 septembre 1995 : Dojo Biraki : inauguration officielle du dojo par Maître Tamura et Maître Sasaki
octobre à novembre 1995 : rénovation et construction des chambres et annexes
25 novembre 2000 : Cérémonie marquant la fin des travaux et ouverture des locaux rénovés